# جوزيف باتريك لونش
جوزيف باتريك لونش (بالإنجليزية: Joseph Patrick Lynch)‏ هو قسيس أمريكي، ولد في 16 نوفمبر 1872، وتوفي في 19 أغسطس 1954.